# Dalawa
Dalawa era el nom hitita de la ciutat de Tlos que més tard va ser una de les sis que van formar la confederació Lícia.
Apareix revoltada contra els hitites en temps de Tudhalias II, juntament amb el territori d'Hinduwa o Hunduwa. Madduwattas rei de Zippasla, va suggerir que l'exèrcit hitita (dirigit per Kisbapili) atacara Hunduwa i ell mateix atacaria Dalawa. En realitat Madduwattas es va aliar amb Dalawa i amb la seva ajuda va fer caure a Kisbapili en un parany i va exterminar l'exèrcit hitita.